# Marc Witteman
Marcus Johannes Dominicus (Marc) Witteman (Hillegom, 24 februari 1961 – Breukelen, 24 december 2018) was een Nederlands politicus namens de Partij van de Arbeid (PvdA).

## Levensloop
Witteman werkte van 1981 tot 1998 in diverse (management)functies bij de KLM. Van 1998 tot 2001 was hij als freelance projectleider werkzaam.
In 1990 werd hij verkozen in de Hillegomse gemeenteraad. Hij was enige tijd fractievoorzitter en werd in 1998 wethouder ruimtelijke ordening en volkshuisvesting.
Vanaf 1 januari 2005 was Witteman waarnemend burgemeester van Warmond. Hij bleef dit tot 1 januari 2006 toen deze gemeente opging in de nieuwe gemeente Teylingen. In april 2006 werd hij wethouder in Leiden, waar hij aanvankelijk verantwoordelijk was voor ruimtelijke ordening, wonen en grondzaken. Vanwege een politieke crisis in 2007 kreeg hij in december van dat jaar de portefeuille economische zaken, sport, personeel en organisatie. De PvdA nam na de gemeenteraadsverkiezingen van 2010 geen deel meer aan het college van burgemeester en wethouders, waardoor zijn wethouderschap op 28 april 2010 ophield. Hij werd niet verkozen in de nieuwe gemeenteraad.
Vanaf 10 september 2010 tot januari 2015 was Witteman gedeputeerde in de provincie Flevoland.
Per 29 januari 2015 werd Witteman benoemd tot burgemeester van de gemeente Stichtse Vecht.
Op 3 mei 2017 maakte Witteman per openbare brief bekend dat hij ongeneeslijk ziek was. Met ingang van 1 augustus 2018 werd Yvonne van Mastrigt benoemd tot waarnemend burgemeester van Stichtse Vecht.
Witteman overleed op 24 december 2018 op 57-jarige leeftijd aan de gevolgen van longkanker. Hij was samenwonend en had drie kinderen.

## Kritiek
- Witteman was een van de wethouders die in 2007 boog voor de druk van de provincie Zuid-Holland om de RijnGouwelijn-Oost toch door de Leidse binnenstad aan te leggen.
- In 2009 werd hij door de Socialistische Partij (SP) verantwoordelijk gehouden voor onnodige financiële risico's bij het verbouwen van de Stadsgehoorzaal Leiden. Vanwege het verzwijgen van deze risico's diende de SP een motie van wantrouwen in, die echter onvoldoende gesteund werd.[7]

## Onderscheidingen
- Ridder in de Orde van Oranje-Nassau